# ポケットモンスター 金・銀の登場人物
- ポケットモンスター
  -  > ポケットモンスターの登場人物 > 金・銀・クリスタルバージョン、ハートゴールド・ソウルシルバーの人物
  -  > 金・銀・クリスタルバージョン > 登場人物
  -  > ハートゴールド・ソウルシルバー > 登場人物

ポケットモンスター 金・銀の登場人物（ポケットモンスター きん・ぎんのとうじょうじんぶつ）では、『ポケットモンスター 金・銀・クリスタルバージョン』とそのリメイクである『ポケットモンスター ハートゴールド・ソウルシルバー』に登場する人物を扱う。『金・銀・クリスタルバージョン』の前作である『赤・緑・青・ピカチュウ』とそのリメイクかつ『ハートゴールド・ソウルシルバー』の前作でもある『ファイアレッド・リーフグリーン』から継続して登場する人物については、ポケットモンスター 赤・緑の登場人物も合わせて参照。
担当声優はメディアミックス作品での配役。テレビアニメシリーズでの配役はアニメ版ポケットモンスターの登場人物を参照。

## 主人公・町の住民
主人公
本作の主人公。ワカバタウンに母親と暮らす少年・少女。ウツギ博士から30番道路にあるというポケモン爺さんの家で「めずらしいモノ」を受け取ってきてほしいと頼まれ、その際に博士が発見したという珍しいポケモンのヒノアラシ、ワニノコ、チコリータのいずれか1匹をもらう。お遣いの最中に偶然にもオーキド博士と出会ってポケモン図鑑をもらい、これがきっかけでポケモン図鑑完成とポケモンリーグのチャンピオンを目指して旅に出る。
前作同様、基本的に発言することはないが、モノマネ娘にモノマネをされた時のみ喋っており、一人称は男の子なら「ぼく」、女の子なら「わたし」。
『ハートゴールド・ソウルシルバー』では『金・銀・クリスタルバージョン』のように名前候補が表示されず、自分で直接名前を入力するようになっている。何も入力せずに終了したときには、自動であらかじめ用意された数十種類の名前からランダムに割り当てられる。性別を問わずに候補となる名前として、『ハートゴールド』ではハート、『ソウルシルバー』ではソウルが用意されている。また、同作では選ばれなかった主人公が幼馴染として登場。ワカバタウンに父親と暮らしており、相棒のマリルを連れて歩いている。34番道路にある育て屋の老夫婦は祖父母である。
ゴールド / ヒビキ
声 - 廣瀬大介（ポケマス）
『金・銀・クリスタルバージョン』および『ハートゴールド・ソウルシルバー』の男の子主人公。
『金・銀・クリスタルバージョン』では『赤・緑・青・ピカチュウ』同様、名前の候補がバージョンごとにいくつかあり、『金』にはゴールド、ヒロキ、テツオ、タカシ、『銀』にはシルバー、カモン、トオル、マサオ、『クリスタルバージョン』にはクリス、ヨウスケ、タカヒロ、タカオが用意されている。
『ハートゴールド・ソウルシルバー』ではデザインが変更された。身長1.50m、体重40kgであることが、ポケモン図鑑の機能を利用して確認できる。また、同作では女の子主人公を選んだ場合、幼馴染としてヒビキの名で登場する。
アニメ『ポケットモンスタークリスタル ライコウ雷の伝説』では、『金・銀・クリスタルバージョン』の彼をモデルにした「ケンタ」が登場している。また、『ハートゴールド・ソウルシルバー』版は劇場版ポケットモンスターに一度だけ冒頭の一部に登場している。
クリス
声 - 阿澄佳奈（ポケマス）
『クリスタルバージョン』の女の子主人公。
男の子主人公と同様に名前の候補として、クリス、チホ、キヨミ、サトコが用意されている。『ポケモンマスターズ』ではその中の候補の一つであるクリスの名で登場する。
アニメ『ポケットモンスタークリスタル ライコウ雷の伝説』では、彼女をモデルにした「マリナ」が登場している。
コトネ
声 - 千本木彩花（ポケマス）
『ハートゴールド・ソウルシルバー』の女の子主人公。上記の『クリスタルバージョン』の女の子主人公からデザインが大きく刷新されている。
身長1.52m、体重41kgと男の子主人公よりも体格が大きいことが、ポケモン図鑑の機能を利用して確認できる。
男の子主人公を選んだ場合は、幼馴染としてコトネの名で登場する。
アニメ『ポケットモンスター ダイヤモンド&パール』ではゲストキャラクターとして登場している。

ウツギ博士
ワカバタウンでポケモンの進化を研究する若き研究者であり、すでに同分野の権威でもある。ピカチュウはピチューから進化したポケモンであること、またピチューを発見したことで有名とされる。『ハートゴールド・ソウルシルバー』ではポケモンを連れて歩くことによるさまざまな影響も研究している。もとはオーキド博士の弟子で、昔は彼の助手をしていた。
『金・銀・クリスタルバージョン』では、主人公からポケモンのタマゴを渡された際にポケモンのタマゴが存在するということに非常に驚いていたが、『ハートゴールド・ソウルシルバー』ではポケモンのタマゴはすでに見つかって知れ渡っているという設定に変更されたため、驚くそぶりを見せるにとどまった。
『金・銀・クリスタルバージョン』では、研究所の近くに自宅がありそこに妻子が住んでいるが、『ハートゴールド・ソウルシルバー』では、研究所の二階部分が自宅になっている。
自身が発見したポケモン3匹のうち1匹を主人公に授け、またライバル（後述）にポケモンを1匹盗まれることで、研究所にはポケモン1匹が残る形となるが、『ハートゴールド・ソウルシルバー』では残った1匹を後に別の誰かにあげたとされている。
オーキド博士
カントー地方のマサラタウンに研究所を構えるポケモン研究の世界的権威。ポケモン爺さんとは旧知の仲で、ウツギ博士の用事で彼の家を訪ねてきた主人公に新型のポケモン図鑑を託す。ウツギ博士によれば、ポケモントレーナーとしての才能を見出す眼力があるとされる。DJのクルミ（後述）と一緒にオーキド博士のポケモン講座でラジオパーソナリティとして受け持っている。
前作同様、ゲーム開始直後にプレイヤーに対し世界観などを説明する案内役を務めた。

ライバル / シルバー
声 - 逢坂良太（ジェネレーションズ） / 小野友樹（ポケマス）
主人公のライバル。鋭い目つきと赤い長髪が特徴的な少年。最初に手に入れたポケモンは、ウツギ研究所内に置いてあった2匹のポケモンのうち、主人公が手にしたポケモンに対してタイプの相性上有利になるポケモンを盗んで手に入れたもの。
主人公とはウツギ博士に頼まれたお遣いの帰り道で遭遇して以来、幾度となく対立する関係になる。口数は多くなく、他人には喧嘩腰ともいえる固い態度で接することが多い。最強のトレーナーになると豪語し、強いポケモンを好み弱いポケモンには無関心というスタンスだが、主人公との対戦で使うポケモンはシナリオの進行によって増えたり進化したりはすれど減ったり変わることはない。
ロケット団を強く嫌悪しているものの、『金・銀・クリスタルバージョン』では深く触れられず、当時の関連書籍などでも特に言及されることがなかったが、『ファイアレッド・リーフグリーン』の作中でロケット団ボスのサカキに赤い髪の息子がいることが示唆され、後に『ハートゴールド・ソウルシルバー』の配信キャンペーン限定のイベントにてサカキの息子であることが確定した。
当初は主人公に負けても、素直には負けを認めず自分のポケモンに責任転嫁するような発言が絶えなかったが、ワタルに負けたのをきっかけに変わり始め、最終的には自分のポケモンに愛情を注ぎ信頼する一人前のトレーナーへと成長した。それを示すように、ゴルバットがかなり懐くことで進化するクロバットが手持ちポケモンに入っている。
前述のとおり、主人公が最初に手にするポケモンは3種類あるため、おのずとライバルの最初のポケモンも3パターン存在する。最終的な手持ちポケモンは、ニューラ、クロバット、レアコイル、ゲンガー、フーディンが共通、残り1体は最初のポケモンの最終進化形であるメガニウム、バクフーン、オーダイルのいずれかの合計6体である。
ジムバッジを8つ集めたのかは不明だが主人公とほぼ同タイミングでチャンピオンロードに到達しており、主人公がカントー地方を制覇してからは、ポケモンリーグにも表れるようになる。また、普段はりゅうのあなで修行をしている様子が窺える。
『ハートゴールド・ソウルシルバー』ではセリフに多少の改変があり、口数が多くなり、やや情熱的で不器用な性格に変わっている。父サカキの「世界一強い」という言葉を信じ尊敬していたが、解散宣言をして旅立ってしまう父の姿を見て失望し、組織・集団としての強さではなく、自分一人で何者にも勝る強さを渇望するようになった。
手持ちのポケモンに対する描写も原作から変化が見られ、主人公との戦いを経たライバルの手持ちに対する思いやりが感じられる言動が増えた。さらに、殿堂入り後にはライバルが盗んだポケモンをウツギ博士の研究所へ返しにきたという話が聞けるイベントが追加され、盗まれたポケモンがライバルに懐いている姿を見たウツギ博士が彼を許したため、ポケモンを正式に譲ってもらうこととなった。ウツギ博士の助手いわく、帰る時の彼の横顔がとても幸せそうだったという。
主人公と同様に名前はプレイヤーが自由に決めることが可能だが、主人公と異なり選択肢は表示されない。何も入力せずに終了したときは、『金』および『クリスタルバージョン』ではシルバー、『銀』ではゴールド、『ハートゴールド』ではソウル、『ソウルシルバー』ではハートになる。
クルミ
オーキド博士のポケモン講座を担当しているラジオ塔のDJの女性。ニャースを相棒としている。ラジオ塔の占拠事件の際は人一倍怯えていた。
アオイ
『クリスタルバージョン』と『ハートゴールド・ソウルシルバー』に登場。アオイの合言葉を担当しているラジオ塔のDJの女性。ブルーカードにポイントを貯めるとポケギアに電話番号を登録する事ができるようになる。

## ポケモンリーグ関係者

### ジムリーダー

#### ジョウト地方
ハヤト
声 - 田邊幸輔（ポケマス）
キキョウシティのジムリーダーで、ひこうタイプの使い手。キャッチコピー（ポケモンジム入口付近の看板に書いてあるフレーズ）は「かれいなる ひこうポケモン つかい！」。羽織袴を着込んだ出で立ちの少年で、前髪で片目が隠れている。父親の跡を継いでジムリーダーになった。鳥ポケモンで最強のトレーナーになる事を目指している。
使用ポケモンは、ポッポ、ピジョン。エースはピジョン。勝利すると、ウイングバッジと「わざマシン31（どろかけ）」（『金・銀・クリスタルバージョン』の場合）または「わざマシン51（はねやすめ）」（『ハートゴールド・ソウルシルバー』の場合）を渡してくれる。彼自身はひこうタイプ使いだが、わざ「どろかけ」はじめんタイプである。
『ハートゴールド・ソウルシルバー』では父親への尊敬の念を熱く語る場面が追加され、砕けた部分が垣間見えるようになっている。またアンズとどちらの父親がすごいか自慢合戦を繰り広げる事もあった。ポケスロンのオールスターカップに相棒の鳥ポケモンを引き連れて出場する事がある。
『ハートゴールド・ソウルシルバー』で再戦時に使用するポケモンは、ムクホーク、ヨルノズク、オオスバメ、ドンカラス、ペリッパー、ピジョットの6体。
ツクシ
声 - 森谷里美（ポケマス）
ヒワダタウンのジムリーダーで、むしタイプの使い手。キャッチコピーは「あるく むしポケ だいひゃっか」。中性的な容姿をした少年で、半そで半ズボンの洋装に虫取り網を携帯している。ジョウト地方最年少のジムリーダーで、幼いながらも虫ポケモンの知識が豊富とされる。将来の夢は虫ポケモンの研究者でシンオウ地方の四天王であるリョウに憧れている。
使用ポケモンは、トランセル、コクーン、ストライク。エースはストライク。勝利すると、インセクトバッジと「わざマシン49（れんぞくぎり）」（『金・銀・クリスタルバージョン』の場合）または「わざマシン89（とんぼがえり）」（『ハートゴールド・ソウルシルバー』の場合）を渡してくれる。
『ハートゴールド・ソウルシルバー』で再戦時に使用するポケモンは、ハッサム、ヌケニン、メガヤンマ、カイロス、ヘラクロス、ビークインの6体。
アカネ
声 - 夏吉ゆうこ（ポケマス）
コガネシティのジムリーダーで、ノーマルタイプの使い手。キャッチコピーは「ダイナマイト プリティ ギャル！」。コガネ弁（コガネシティのモチーフが大阪で実質的に関西弁）を話す明るく賑やかな少女。ジムトレーナーによれば負けると毎回泣き出すといい、主人公との対戦後も例外ではなく、催促するまでジムバッジを渡すことも忘れて泣いていた。
使用ポケモンは、ピッピ、ミルタンク。エースはミルタンク。勝利すると、レギュラーバッジと「わざマシン45（メロメロ）」を渡してくれる。
『ハートゴールド・ソウルシルバー』での本人からの電話によると、彼女のミルタンクのニックネームは「ミルちゃん」であり、彼女の手持ちポケモンになる以前はモーモー牧場で暮らしていたとの事。流行り物には目が無く、ラジオ塔のクイズ・ポケスロン会場にも出没している。
『ハートゴールド・ソウルシルバー』で再戦時に使用するポケモンは、キリンリキ、ベロベルト、ビーダル、エネコロロ、ピクシー、ミルタンクの6体。
ノーマルタイプ使いということで、ピッピとその進化形であるピクシーを使用するが、『ポケットモンスター X・Y』以降、ピッピ、ピクシーともにタイプがノーマルからフェアリーに変更されている。
マツバ
声 - 神谷浩史（ポケマス）
エンジュシティのジムリーダーで、ゴーストタイプの使い手。キャッチコピーは「せんりがんを もつ しゅけんじゃ」。長いバンダナを頭に巻いたスタイルの青年。厳しい修行によって普通の人には見えないものが見えるようになったという。ミナキ（後述）の友人であり、ジョウト地方の伝説のポケモンに詳しい。エンジュシティに所縁のある伝説のポケモンホウオウに憧れている。やけたとうの3匹の伝説のポケモンではエンテイに一番興味があり、過去にエンテイを間近で見たことがあると語る。
使用ポケモンは、ゴース、ゴースト2体、ゲンガー。エースはゲンガー。勝利すると、ファントムバッジと「わざマシン30（シャドーボール）」を渡してくれる。
『ハートゴールド・ソウルシルバー』で再戦時に使用するポケモンは、フワライド、ヨノワール、ヤミラミ、ムウマージ、ゲンガー2体の6体。
シジマ
声 - 近藤浩徳（ポケマス）
タンバシティのジムリーダーで、かくとうタイプの使い手。キャッチコピーは「うなる こぶしで かたる おとこ」。多くのかくとうタイプのポケモンを専門に使うトレーナーと同様にシジマ自身も格闘家で、ポケモンを鍛えるために自身が相手となり稽古をとっているといわれる。『金・銀・クリスタルバージョン』では対戦前に、ポケモンのわざ「かいりき」で押すような大きな岩を放り投げて膂力を見せつけたり、『ハートゴールド・ソウルシルバー』ではジム内に設置した滝の水流に打たれ心身を鍛えている様子を見せたりしていたが、いずれも「ポケモン勝負とは関係ない」と主人公に言われていることが間接的に描写されている。
既婚者で、妻いわく「最近お腹がたるんできた」。見かけに似合わず甘党である。修行ばかりで家庭を省みない生活のため、妻の機嫌を常に気にしている様子。
使用ポケモンは、オコリザル、ニョロボン。エースはニョロボン。勝利すると、ショックバッジと「わざマシン01（ばくれつパンチ））」（『金・銀・クリスタルバージョン』の場合）または「わざマシン01（きあいパンチ）」（『ハートゴールド・ソウルシルバー』の場合）を渡してくれる。
『ハートゴールド・ソウルシルバー』で再戦時に使用するポケモンは、チャーレム、エビワラー、サワムラー、キノガッサ、オコリザル、ニョロボンの6体。
ミカン
声 - 井口裕香（ポケマス）
アサギシティのジムリーダーで、はがねタイプの使い手。キャッチコピーは「てっぺき ガードの おんなのこ」。白いワンピースを着た優し気な少女で、アサギのとうだいにいるジェントルマンによれば、以前はイワークなどのいわタイプのポケモンを使っていたという。アサギのとうだいで病気で弱ったアカリちゃん(デンリュウ)の世話しており、手が離せない自分の代わりに主人公へタンバシティに「ひでんのくすり」の調達を頼んだ。このような行動や言動から非常に優しい性格であることが窺える。
使用ポケモンは、コイル2体、ハガネール。エースはハガネール。勝利すると、スチールバッジと「わざマシン23（アイアンテール）」を渡してくれる。
『金・銀・クリスタル』ではジム内にトレーナーがいなかったが、『ハートゴールド・ソウルシルバー』ではアサギのとうだいで対戦するジェントルマンのジョージとミニスカートのレミがジムトレーナーとしてリーダーとともにジムに戻っている（ただし二人ともはがねタイプのポケモンは使っていない）。
『ハートゴールド・ソウルシルバー』では華奢な見た目に反して実は大食いであるという設定になり、また「シャキーン！」と口走ったり、はがねタイプの魅力を語るなどユーモラスな一面も明らかになった。『ダイヤモンド・パール・プラチナ』でも登場し、ナギサシティの海岸で会うことができる。ナギサシティはアサギシティのように灯台があり、近くに海があるため落ち着くらしい。スーパーコンテストのマスターランクに「ネール」というニックネームのハガネールで登場する事がある（この「ネール」は交換してもらう事が可能）。『ハートゴールド・ソウルシルバー』でのエリカとの会話によると、コンテストに参加する理由はアカネに「地味すぎる」と言われ、少しは華やかになりたいと考えたかららしい。同作のタマムシシティにいる開発スタッフの弁によれば、ある開発スタッフのお気に入りのデザイン。
『ハートゴールド・ソウルシルバー』で再戦時に使用するポケモンは、メタグロス、ジバコイル、エアームド、ドータクン、エンペルト、ハガネールの6体。
ヤナギ
声 - チョー（ポケマス）
チョウジタウンのジムリーダーで、こおりタイプの使い手。キャッチコピーは「ふゆの きびしさを おしえるもの」。老人男性の風貌に似つかわしくトレーナー歴は40年を超えるというベテランで、「冬のヤナギ」の異名を持つ。こおりタイプの使い手というイメージはさておき、長い道のりを歩んできた先達ならではの助言からは温かみも感じられる。毎朝冷たい滝に打たれ、身を清めているという。
『ハートゴールド・ソウルシルバー』ではロングコートを羽織り、マフラーを巻いている。毎朝いかりのみずうみへ散歩に行く事も日課だという。
使用ポケモンは、パウワウ、ジュゴン、イノムー。エースはイノムー。勝利すると、アイスバッジと「わざマシン16（こごえるかぜ）」（『金・銀・クリスタルバージョン』の場合）または「わざマシン07（あられ）」（『ハートゴールド・ソウルシルバー』の場合）を渡してくれる。
『ハートゴールド・ソウルシルバー』で再戦時に使用するポケモンは、ユキノオー、ジュゴン、オニゴーリ、ユキメノコ、トドゼルガ、マンムーの6体。
イブキ
声 - 河村螢（ポケマス）
フスベシティのジムリーダーで、ドラゴンタイプの使い手。キャッチコピーは「せいなる ドラゴンポケモン つかい！」。フスベシティの名門たるドラゴン使いの一族の出であり、高名なドラゴン使いにしてチャンピオンのワタルとは従兄妹同士の関係。非常にプライドが高く、実力は四天王にも劣らないと豪語している。ワタルのようにドラゴン使いの正装でもあるマントを羽織っている。主人公に負けた後、フスベシティの住人が「ワタル様以外に負けるのは初めて見る」と口走るほど、相当な実力があることが窺える。
使用ポケモンは、『金・銀・クリスタルバージョン』では、ハクリュー3体、キングドラの4体を使用する。『ハートゴールド・ソウルシルバー』では、1番目のハクリューがギャラドスに変更されている。(但しギャラドスはみず・ひこうタイプでドラゴンタイプ持ちではない。)
主人公に負けても納得できない様子でジムバッジとわざマシンを渡さず、『金・銀』ではりゅうのあなの最奥にある「りゅうのキバ」を手に入れること、『クリスタルバージョン』と『ハートゴールド・ソウルシルバー』では内部の建物内にいるドラゴン使いの一族の長老との問答で認められることを条件とした無理難題（とイブキ自身は考えていた）を押し付けたが、難なく達成されたことから負けを認め、ライジングバッジと「わざマシン24（りゅうのいぶき）」（『金・銀・クリスタルバージョン』の場合）または「わざマシン59（りゅうのはどう）」（『ハートゴールド・ソウルシルバー』の場合）を渡してくれる。
『金・銀・クリスタルバージョン』でりゅうのいぶきの説明をする際の「シャレじゃないわよ」というセリフが、『ハートゴールド・ソウルシルバー』ではわざマシンの内容が変わった都合で変更されている。
『ハートゴールド・ソウルシルバー』では、ライバルとタッグを組み、イブキとワタルのタッグチームと戦うマルチバトルのイベントが追加された。
衣装も多少変更されているが（エリカ曰く「体にピッタリした水色のボディスーツ」）、そのファッションセンスは疑問視されているらしく、上記のマルチバトルの際にライバルには「可笑しな格好の奴」と貶され、エリカ、ミカンを挟んだ会話の中で「恥ずかしい」と言われたり、イジられ役のような立場にされている。
『ハートゴールド・ソウルシルバー』で再戦時に使用するポケモンは、ギャラドス、ハクリュー、プテラ、キングドラ、リザードン、カイリューの6体。

#### カントー地方
タケシ
声 - 鳥海浩輔（ポケマス）
ニビシティのジムリーダーで、いわタイプの使い手。キャッチコピーは「つよくて かたい いしの おとこ」。前作から続投している。
主人公との対戦では、ゴローン、サイホーン、オムスター、イワーク、カブトプスの5体を使用する。前作および『金・銀・クリスタルバージョン』では非常に珍しい化石ポケモンを使用するのが特徴的。
勝利するとグレーバッジを渡してくれる。『ハートゴールド・ソウルシルバー』ではさらに「わざマシン80（いわなだれ）」も渡してくれる。
『ハートゴールド・ソウルシルバー』で再戦時に使用するポケモンは、ゴローニャ、ジーランス、オムスター、イワーク、カブトプス、ラムパルドの6体。

カスミ
ハナダシティのジムリーダーで、みずタイプの使い手。キャッチコピーは「おてんば にんぎょ」。前作では縛っていた髪を降ろしている。ハナダシティの北、25番道路にある岬で恋人とデートしていたところに現れた主人公に気付いた恋人がその場からどこかへ去ってしまい、結果的に邪魔をしてしまった主人公を「オジャマムシ」と呼ぶようになる。
主人公との対戦では、ゴルダック、ヌオー、ラプラス、スターミーの4体を使用する。
勝利するとブルーバッジを渡してくれる。『ハートゴールド・ソウルシルバー』ではさらに、『ファイアレッド・リーフグリーン』のときと同じく「わざマシン03（みずのはどう）」も渡してくれる。
『ハートゴールド・ソウルシルバー』で再戦時に使用するポケモンは、スターミー、ヌオー、ラプラス、ランターン、フローゼル、ミロカロスの6体。

マチス
声 - 武虎（ポケマス）
クチバシティのジムリーダーで、でんきタイプの使い手。キャッチコピーは「イナズマ アメリカン！」。今作ではサングラスをかけている。『金・銀・クリスタルバージョン』では廃されていたが、『ハートゴールド・ソウルシルバー』では、ゴミ箱の底に電動ドアのスイッチが隠されている仕掛けが健在となっている。
主人公との対戦では、ライチュウ、マルマイン2体、レアコイル、エレブーの5体を使用する。
勝利するとオレンジバッジを渡してくれる。『ハートゴールド・ソウルシルバー』ではさらに、『ファイアレッド・リーフグリーン』のときと同じく「わざマシン34（でんげきは）」も渡してくれる。
『ハートゴールド・ソウルシルバー』で再戦時に使用するポケモンは、ライチュウ、ライボルト、ジバコイル、マルマイン、パチリス、エレキブルの6体。
エリカ
タマムシシティのジムリーダーで、くさタイプの使い手。キャッチコピーは「しぜんを あいする おじょうさま」。前作とは柄違いの振袖を着用。
主人公との対戦では、モンジャラ、ワタッコ、ウツボット、キレイハナの4体を使用する。
勝利すると、レインボーバッジと「わざマシン19（ギガドレイン）」を渡してくれる。
『ハートゴールド・ソウルシルバー』で再戦時に使用するポケモンは、ダーテング、ワタッコ、ウツボット、キレイハナ、モジャンボ、ロズレイドの6体。
アンズ
声 - 杉山里穂（ポケマス）
セキチクシティのジムリーダーで、どくタイプの使い手。キャッチコピーは「どくの ことなら なんでもござれ」。前作でジムリーダーを務めていたキョウの娘で、跡を継いでジムリーダーになった。まだ若い少女ではあるが、キョウ同様にクロバットやアリアドスなどのどくタイプのポケモンをそろえ、わざ「どくどく」も使う。キョウのことは「父上」と呼んでおり、一人称は「あたい」。
セキチクジムの門下生のトレーナーは、前作ではもうじゅうつかいとジャグラーで占められ、彼らの使うポケモンのタイプはエスパーに偏っていたが、今作ではキャンプボーイやピクニックガールに変わっており、使うポケモンはすべてどくタイプが付いている。また、全員とも戦う直前までアンズに変装していて、誰がジムリーダーなのか一見するとわからないようになっている。
主人公との対戦では、クロバット、マタドガス2体、アリアドス、モルフォンの5体を使用する。『ハートゴールド・ソウルシルバー』では、2番目のマタドガスがアリアドスに変更されている。
勝利すると、ピンクバッジと「わざマシン06（どくどく）」（『金・銀・クリスタルバージョン』の場合）または「わざマシン84（どくづき）」（『ハートゴールド・ソウルシルバー』の場合）を渡してくれる。
『ハートゴールド・ソウルシルバー』ではキョウに弁当を届けようとしたり、ハヤトとどちらの父親がすごいか張り合ったりなど、父親を尊敬している面が強調されている。
『ハートゴールド・ソウルシルバー』で再戦時に使用するポケモンは、クロバット、マタドガス、ドクロッグ、アリアドス、モルフォン、ドラピオンの6体。
ナツメ
ヤマブキシティのジムリーダーで、エスパータイプの使い手。キャッチコピーは前作から少し変わった「エスパー レディ」。服の色こそ違うものの、『金・銀・クリスタルバージョン』では前作と容姿は変わっていなかったが、『ハートゴールド・ソウルシルバー』ではセミロングヘアにヘソ出しスタイルと髪型・服装ともに大きく変化している。主人公が挑んでくることは3年前から予見していたという。
主人公との対戦では、バリヤード、エーフィ、フーディンの3体を使用する。
勝利するとゴールドバッジを渡してくれる。『ハートゴールド・ソウルシルバー』ではさらに「わざマシン48（スキルスワップ）」も渡してくれる。
『ハートゴールド・ソウルシルバー』で再戦時に使用するポケモンは、フーディン、エーフィ、バリヤード、ルージュラ、ソーナンス、エルレイドの6体。
カツラ
グレンタウンのジムリーダーで、ほのおタイプの使い手。キャッチコピーは「ねっけつ クイズ おやじ」。今作ではソフト帽を被っている。建前上はグレンタウンのジムリーダーであるが、グレンじまは先の火山の噴火によってポケモンセンター以外の施設が消滅しており、かつてあったポケモンジムの代替として少し離れたふたごじまの洞窟部分に暫定的に設置されている。『金・銀・クリスタルバージョン』ではカツラ一人と戦うだけの簡素なジムだが、『ハートゴールド・ソウルシルバー』では複数のジムトレーナーが配置されている。
主人公との対戦では、マグカルゴ、ブーバー、ギャロップの3体を使用する。
勝利するとクリムゾンバッジを渡してくれる。『ハートゴールド・ソウルシルバー』ではさらに「わざマシン50（オーバーヒート）」も渡してくれる。
『ハートゴールド・ソウルシルバー』で再戦時に使用するポケモンは、コータス、バクーダ、ギャロップ、マグカルゴ、ヘルガー、ブーバーンの6体。
グリーン
声 - 逢坂良太（ポケマス）
トキワシティのジムリーダー。3年前に生まれ故郷のマサラタウンから、幼馴染でライバル関係にあるレッド（後述）と同じタイミングで旅立ち、一時的であるがポケモンリーグ本部のチャンピオンになった。
ジムリーダーに就任したのは比較的最近で、サカキの失踪後トキワジムはリーダーがいない状態が続いていたということがトキワシティの住人より聞けるが、ナナミによるとしょっちゅうジムを留守にして、みんなを困らせているらしい。
前作ではライバルキャラクターとして登場しており、グリーンという名前は、2バージョンで同時発売された『赤・緑』のうちの『赤』において、ライバルの名前の候補の1つ目に位置付けられていたものから採られている。『金・銀・クリスタルバージョン』でのグラフィックは『ピカチュウ』のものが流用されている。『ハートゴールド・ソウルシルバー』では『ファイアレッド・リーフグリーン』から服装が変わっている。
『金・銀・クリスタルバージョン』では、取り巻きのトレーナーは必要ないとのポリシーからジムリーダー単独で挑戦者の相手をしているが、『ハートゴールド・ソウルシルバー』ではエリートトレーナーの門下生が複数おり、ジム内部には、サカキ時代にあったのと同種の強制移動の特殊床が配置されている。
最初にトキワジムを訪れる際にはジムを留守にしており、グレン島にいて、火山の噴火で何もかも押し流した光景を見てナーバスになっていた。『金・銀・クリスタルバージョン』では彼と一度話すとトキワジムで戦うことが出来るが、『ハートゴールド・ソウルシルバー』ではカントーのバッジを７つ集めてないと戦うことができない。前作と比べやや性格は丸くなったものの、ジム戦前にはジョウトのジムは弱いのではないかと主人公を見下したりと、自信過剰なところは変わってない。
『金・銀・クリスタルバージョン』では触れられていなかったが、『ハートゴールド・ソウルシルバー』では、レッドとは現在も連絡を取り合うことがあると話している。
『金・銀・クリスタルバージョン』では主人公との対戦で、ピジョット、フーディン、サイドン、ギャラドス、ナッシー、ウインディの6体を使用する。この6体のポケモンは、『赤・緑・青』および『ファイアレッド・リーフグリーン』のポケモンリーグ挑戦時に彼が使用していたポケモン6匹のうち、彼が最初にオーキド博士からもらったゼニガメ（みず）、フシギダネ（くさ）、ヒトカゲ（ほのお）のいずれかの最終進化形のポケモンと同じタイプのポケモンである、ギャラドス（みず）、ナッシー（くさ）、ウインディ（ほのお）のいずれか同士を差し替えたものである。『ハートゴールド・ソウルシルバー』では、フーディンがカイリキーに変更されている。上記の理由から、ジムリーダーで唯一、特定のタイプを専門としていない。
勝利するとグリーンバッジを渡してくれる。『ハートゴールド・ソウルシルバー』ではさらに「わざマシン92（トリックルーム）」も渡してくれる。
『ハートゴールド・ソウルシルバー』で再戦時に使用するポケモンは、ナッシー、カイリキー、ドサイドン、ウインディ、バンギラス、ピジョットの6体。

### 四天王・チャンピオン
カントー地方のセキエイ高原にあるポケモンリーグ本部は、カントーだけでなくジョウト地方も管轄としている。
イツキ
声 - 野島裕史（ポケマス）
ポケモンリーグを守る四天王の一人目で、エスパータイプの使い手。顔の上部を覆う仮面をつけた若い男性。本人によれば、世界中を旅して修行してきたという。『ハートゴールド・ソウルシルバー』では、より奇術師らしい出で立ちになっており、戦闘開始時にはモンスターボールを使った手品でポーズをとっている。
使用ポケモンは、ネイティオ2体、ルージュラ、ナッシー、ヤドラン。『ハートゴールド・ソウルシルバー』で主人公がカントー地方のジムを制覇してからの再戦時に使用するポケモンは、ドータクン、ルージュラ、ブーピッグ、ヤドラン、サーナイト、ネイティオ。エースはネイティオ。
キョウ
声 - 大川透（ポケマス）
四天王の二人目で、どくタイプの使い手。セキチクシティのかつてのジムリーダーであったが、本作の時点ですでに昇進している。変わらず忍者の恰好をしており、使う戦術も猛毒をはじめとした状態異常や変化わざを主体としたもの。
使用ポケモンは、アリアドス、モルフォン、フォレトス、ベトベトン、クロバット。『ハートゴールド・ソウルシルバー』で主人公がカントー地方のジムを制覇してからの再戦時に使用するポケモンは、スカタンク、モルフォン、ドクロッグ、ベトベトン、クロバット、マルノーム。エースはクロバット。
シバ
声 - 斉藤次郎（ポケマス）
四天王の三人目で、かくとうタイプの使い手。前作では二人目の四天王だった。今作でも風貌、勝負のスタイルともに変わらないが、前作でのセリフにあった「スーパーパワー」が「ハイパーパワー」へと変化している。『ハートゴールド・ソウルシルバー』ではジムリーダーのアカネに「四天王で一番かっこいい人物」と言われている。かつてホウエン地方のジムリーダー・トウキと一緒に修行をしていた。
使用ポケモンは、カポエラー、サワムラー、エビワラー、イワーク、カイリキー。 『ハートゴールド・ソウルシルバー』で主人公がカントー地方のジムを制覇してからの再戦時に使用するポケモンは、カポエラー、サワムラー、エビワラー、ハリテヤマ、カイリキー、ルカリオ。エースはカイリキー。
カリン
声 - 柚木涼香（ポケマス）
四天王の四人目で、あくタイプの使い手。ロングヘアーのクールな若い成人女性。『金・銀・クリスタル』では黒のボディコン服であったが、『ハートゴールド・ソウルシルバー』では黄色のへそ出しキャミソールにパンツルックといったさらに自身のスタイルを強調したラフな服装になっている。その見た目から高飛車やキツい性格といったイメージを持たれがちだが、実際は穏やかで落ち着いた性格をしており至って真面目な大人の女性である。四天王のうち前者二人が比較的古参であるのに対し、こちらはジムリーダーなどの要職に就いていた経歴があるとされているわけではないにもかかわらず、いきなり四天王の四人目に就任している。
主人公に対しては、対戦後に「強いポケモン、弱いポケモン、そんなの人の勝手。本当に強いトレーナーなら、好きなポケモンで勝てるように頑張るべき」という教訓めいた言葉を投げかけ、続いて、主人公がすでにそれを十分理解していると認識し、チャンピオンの部屋へ送り出した。
使用ポケモンは、ブラッキー、ラフレシア、ゲンガー、ヤミカラス、ヘルガー。『ハートゴールド・ソウルシルバー』で主人公がカントー地方のジムを制覇してからの再戦時に使用するポケモンは、マニューラ、ミカルゲ、アブソル、ドンカラス、ヘルガー、ブラッキー。エースは初回時はヘルガー、再戦時はブラッキー。
ワタル
声 - 細谷佳正（ジェネレーションズ） / 森川智之（ポケマス）
主人公とはいかりのみずうみで出会い、ともにロケット団を壊滅させる同志として活躍したマントの青年。その正体は、前作では四天王を務め、今作ではポケモンリーグ最奥で挑戦者を待つカントー・ジョウトのチャンピオン。本作の最終ボスの一人。カイリューを中心としたドラゴンタイプやタマゴグループがドラゴンのポケモンを扱う。イブキ同様、フスベシティの出身で、長老から最も信頼されている人物でもある。シンオウ地方のドラゴン使いにも名が知られており、ワタルを目標にしているトレーナーも存在する。あるイベントでワタルがカイリューに生身の人間に向かって「はかいこうせん」を指示するシーンがある（これはリメイク版も同様）。
使用ポケモンは、ギャラドス、カイリュー3体、プテラ、リザードン。『ハートゴールド・ソウルシルバー』で主人公がカントー地方のジムを制覇してからの再戦時に使用するポケモンは、ボーマンダ、ギャラドス、ガブリアス、チルタリス、リザードン、カイリュー。エースはカイリュー。
レッド
声 - 蒼井翔太（ポケマス）
前作の主人公。3年前にマサラタウンから旅立ち、道中でロケット団を壊滅させ、最終的にカントー地方のポケモンリーグを制覇した少年。本作の最終ボスの一人。
初代である前作『赤・緑・青・ピカチュウ』の主人公をもとに固有の名前が与えられたNPCとして登場している。この「レッド」という名前は、2バージョンで同時発売された前作『赤・緑』のうちの『赤』版において、主人公の名前の候補としてあらかじめ用意されている3つのうちの1つ目に位置付けられていたものから採られている。『金・銀・クリスタルバージョン』でのグラフィックは『ピカチュウ』のものがそのまま流用されている。『ハートゴールド・ソウルシルバー』でのグラフィックは『ファイアレッド・リーフグリーン』の男の子主人公と同じ外見で、帽子で目元を隠すようなポーズをとっている。
旅に出てから一度も家に帰っていないことが、マサラタウンの実家にいるレッドの母との会話でわかる。
『金・銀・クリスタルバージョン』ではシロガネやまの洞窟最奥、『ハートゴールド・ソウルシルバー』ではシロガネやまの山頂に佇んでおり、主人公が話しかけると無言のまま戦闘に突入する。繰り出すポケモンのレベルの高さが70〜80台と極めて高い、作中最強のトレーナーである。『ハートゴールド・ソウルシルバー』ではレベルがさらに高く設定されており、山頂の天候が「あられ」状態になりがちなことを利用したこおりタイプの強力なわざ「ふぶき」を多用する戦術をとることがある。
『金・銀・クリスタルバージョン』では主人公との対戦で、ピカチュウ、エーフィ、カビゴン、フシギバナ、リザードン、カメックスの6体を使用する。『ハートゴールド・ソウルシルバー』では、エーフィがラプラスに変更されている。
勝利すると、戦闘開始前と同じように無言のセリフ「… …」のままその場から消えるが、主人公が殿堂入りすると再び同じ場所に戻ってくる。

## ロケット団
『金・銀・クリスタルバージョン』では、幹部であるラムダ、アテナ、アポロに相当する人物はすべて「ロケットだんの かんぶ」とされ、グラフィックは女性幹部1人（アテナ）を除きすべて共通、固有名詞も存在しなかったが、『ハートゴールド・ソウルシルバー』で各々に固有の名前と外見が与えられた。特にランス、ラムダはセリフも比較的変更されており、ポジションこそ変わらないものの、オリジナル版とは別のキャラクターに仕上がっている。
ランス
声 - 奥村翔（ポケマス）
丁寧な口調が特徴の青年の幹部。自身によれば、ロケット団の中で最も冷酷と評されているらしい。女性構成員からは人気があり、したっぱから慕われている。
『金・銀・クリスタルバージョン』では、衣装はしたっぱとほぼ同じで黒い団員服を着ており、ベレー帽を被っている。髪の毛は青緑色。
ゴルバットとマタドガスを使用する（『金・銀・クリスタルバージョン』ではそれぞれの場所で片方のみ使用している）。
主人公との1度目の対戦ではズバット、ドガースの2体を、2度目の対戦ではゴルバット、マタドガスの2体を使用する。
ラムダ
声 - 高木渉（ジェネレーションズ） / 武田太一（ポケマス）
変装に秀でた壮年のロケット団幹部。登場時はかつてのボス、サカキに変装している。紫の髪と泣きぼくろにあごひげが特徴。腰にメイク用の小道具を付けた特殊な黒い団員服を着た飄々とした雰囲気を持つ男。変装が得意で技術そのものは完璧だが、演技は少し下手で、サカキと面識のない主人公（隠しイベントもラジオ塔事件の後にしか発生しないため、ラムダに会う前にサカキに会うことはない）にも一発で見破られてしまった。この能力は、『ハートゴールド・ソウルシルバー』で新たに備わった能力でもある。アテナと共にチョウジのロケット団基地で電波実験を行った。その後、ラジオ塔局長に変装しラジオ塔占拠の作戦に加わる。
主人公との1度目の対戦ではズバット、ラッタ、ドガースの3体を、2度目の対戦ではドガース5体とマタドガスの6体を使用する
アテナ
声 - 鷄冠井美智子（ポケマス）
ロケット団唯一の女性幹部。ラムダと共にチョウジタウンのアジトで怪電波の実験を行っていた。その後、他の幹部と共にラジオ塔占拠に加わる。主人公の事を気に入っており、二度主人公をロケット団に誘っている。
主人公との1度目の対戦ではアーボック、クサイハナ、ヤミカラスの3体を、2度目の対戦ではアーボック、ラフレシア、ヤミカラスの3体を使用する。
アポロ
声 - 髙橋孝治（ポケマス）
サカキの後釜となるロケット団の最高幹部。冷静かつ丁寧な物腰の、白い衣装を纏った短髪の青年。ボスであるサカキが去った後、3年をかけて再びロケット団を統べ上げたラジオ塔乗っ取りの主犯。サカキの統率力を尊敬し、彼の帰還を願っていた。
主人公との対戦ではデルビル、ドガース、ヘルガーの3体を使用する。
『Let's Go! ピカチュウ・Let's Go! イーブイ』では名無しの幹部に代わって登場。衣装は黒を基調としたものに変更されている。
サカキ
声 - 大塚明夫（ジェネレーションズ） / 石井康嗣（ポケマス）
『ハートゴールド・ソウルシルバー』の配信キャンペーン限定のイベントにて再登場を果たした。
トージョウの滝の洞窟内小部屋にてラジオ塔を占拠したロケット団の呼びかけ放送を受信していたところ、突然セレビィの力によりタイムスリップしてきた主人公と遭遇し戦闘するも敗北。再び子供に負けた己の情けなさを自覚し、ロケット団への合流を諦め、どこかへ去ってしまう。
主人公との対戦ではニドキング、ガルーラ、ドンカラス、ニドクインの4体を使用する。

## その他の人物
ポケモンじいさん
30番道路の民家に一人で暮らす老人男性。かつては世界各地を旅し、珍品を収集していたという。オーキド博士によれば古い友であるといい、ウツギ博士とも親交がある。旅先で手に入れたという「ふしぎなタマゴ」をウツギ博士に見てもらうため、博士の研究所あてにメールを送ったことから、主人公の冒険が始まっている。
ガンテツ
ヒワダタウンの民家に孫娘とヤドン1匹と暮らすモンスターボール職人の男性。頑固で気に入ったトレーナーにしか特製ボールを作らないことで有名。また、ぼんぐりからモンスターボールを作り出す技術を今に伝える唯一の人物のため、人間国宝とも呼ばれている。シルフカンパニーからは、モンスターボール開発における外部顧問として呼ばれている。
家の壁には、若い頃のオーキド博士と力強い目をした女性と写っている写真が貼られている。
ヤドンの井戸でロケット団が悪事を働いていることを知り家を飛び出したが、誤って井戸の底に落ち、腰を痛め動けなくなる。彼に代わってロケット団を追い払った主人公を認め、特製ボールを製作を申し出る。
マサキ
前作で25番道路の小屋に住んでいた青年。今作ではタイムカプセルの調整が終わったところに主人公と鉢合わせする。現在は実家のあるコガネシティに母と妹と暮らしており、訪れた主人公にはイーブイを渡す。
ジョバンニ
キキョウシティのトレーナーズスクールの教師。話しかけるとジムリーダーに勝利したか訊いてくる。勝ててないと答えるとトレーナーズスクールまで案内してくれる。
ミナキ
声 - 土田大（ジェネレーションズ） / 江口拓也（ポケマス）
『クリスタルバージョン』と『ハートゴールド・ソウルシルバー』に登場する謎の青年。ジョウト地方の伝説のポケモン・スイクンを追い求めている。タマムシシティ出身。ジムリーダーのマツバとは友人の間柄で、二人でやけたとうを調査していたが、主人公と遭遇し3匹の伝説のポケモンが塔の外に飛び出して以降は単身でスイクンを追いかけ始める。
何かとスイクンに縁のある主人公に密かに対抗意識を燃やしていたが、最終的に主人公を快く認め、スイクンの捕獲を見届けた。
主人公との対戦では、スリープ、ゴースト、マルマインの3体を使用する。
まいこはん
声 - 上田麗奈（タマオ）、千本木彩花（サクラ）、村川梨衣（サツキ）、諸星すみれ（コモモ）、藤田茜（コウメ）〈Evolutions〉
エンジュシティの歌舞練場で、日々舞踊の修練に励む5人姉妹。モチーフはその名の通り、京都の舞妓。5人全員がイーブイの進化形のポケモンを相棒としており、コウメはブースター、サクラはエーフィ、タマオはブラッキー、スモモはシャワーズ、サツキはサンダースを使う。
『金・銀・クリスタルバージョン』では、上記の5人と歌舞練場で1度ずつ戦うだけであったが、『ハートゴールド・ソウルシルバー』ではメインのシナリオにかかわる重要な人物に格上げされている。
コウメがエーフィ、サクラがサンダース、サツキはブースターと使用者とポケモンが入れ替わり、スモモはコモモへと名前が変わっている。なお、スモモという名前のジムリーダーが『ハートゴールド・ソウルシルバー』と同世代の作品である『ダイヤモンド・パール・プラチナ』に登場している。
長老
フスベシティのドラゴン使いの一族の長で、ワタルとイブキの祖父。イブキに唆されてやってきた主人公を試すため、いくつかの問を投げかける。現在のワタルは若いころの長老によく似ているといわれる。
ナナミ
オーキド博士の孫娘で、ジムリーダーのグリーンの姉。前作同様、マサラタウンに住んでいる。ポケモンの毛づくろいが得意で、プレイヤーの手持ちポケモンのなつきの度合いを高めてくれる。
ダイゴ
『ルビー・サファイア』で初登場したホウエン地方のチャンピオンで、『ハートゴールド・ソウルシルバー』ではゲストとして登場。カントー地方にラティアス、ラティオスが現れた原因を調べている。
スモモ
『ダイヤモンド・パール』で初登場したシンオウ地方のジムリーダーで、『ハートゴールド・ソウルシルバー』ではゲストとして登場。タマムシシティの食堂で登場、大食いコンテストにチャレンジしている。
マキシ
『ダイヤモンド・パール』で初登場したシンオウ地方のジムリーダーで、『ハートゴールド・ソウルシルバー』ではゲストとして登場。タマムシシティのデパートと47番道路に現れる。
シロナ
『ダイヤモンド・パール』で初登場したシンオウ地方のチャンピオンで、『ハートゴールド・ソウルシルバー』ではゲストとして登場。シント遺跡のイベントで登場し、アルセウスについての情報を主人公に伝える。